# Павлово (Каргасоцький район)
Па́влово (рос. Павлово) — село у складі Каргасоцького району Томської області, Росія. Входить до складу Каргасоцького сільського поселення.

## Населення
Населення — 615 осіб (2010; 661 у 2002).
Національний склад (станом на 2002 рік):
- росіяни — 86 %
- селькупи — 6 %